# District de Las Palmas
Le district de Las Palmas est l'une des divisions qui composent la province de Veraguas, au Panama. En 2010, le district comptait 17 566 habitants.

## Crédit d'auteurs
- (es) Cet article est partiellement ou en totalité issu de l’article de Wikipédia en espagnol intitulé « Distrito de Las Palmas » (voir la liste des auteurs).